# Сержи Роберто
Сержи Роберто Карнисер (на испански: Sergi Roberto Carnicer) е испански футболист, който играе като централен полузащитник за италианския Комо.

## Клубна кариера
Роден в Реус, Тарагона, Каталуния, Сержи Роберто се присъединява към детско-юношеската школа на Барселона, пристигайки от съседите от Химнастик де Тарагона.
През сезон 2009-10, когато е само на 17, той се появява за първи път с резервите на Барса. Записва 22 мача, като помага на отбора да се върне във втора дивизия на испанския футбол след 11 години отсъстване.
На 10 ноември 2010, прави дебюта си за Барселона за победата с 5-1 над отбора на АД Сеута. На 27 април на следващата година прави своя първи официален дебют в Шампионската лига за победата с 2-0 над вечния съперник Реал Мадрид в мач от полуфиналите.

## Успехи
Барселона
- Примера дивисион (7): 2010/11, 2012/13, 2014/15, 2015/16, 2017/18, 2018/19, 2022/23
- Купа на краля (6): 2011/12, 2014/15, 2015/16, 2016/17, 2017/18, 2020/21
- Шампионска лига (2): 2010/11, 2014/15
- Суперкупа на Испания (3): 2010, 2016, 2023
- Суперкупа на УЕФА (1): 2011, 2015
- Световно клубно първенство на ФИФА (1): 2011, 2015